# Diastrophus potentillae
Diastrophus potentillae är en stekelart som beskrevs av Bassett 1864. Diastrophus potentillae ingår i släktet Diastrophus och familjen gallsteklar. Inga underarter finns listade i Catalogue of Life.